# Clito il Bianco
Clito il Bianco (in greco antico: Kλεῖτoς ὁ Λευκός?, Klèitos ho Leukòs) (... – Chersoneso Tracico, 318 a.C.) è stato un ammiraglio macedone antico.
Fu uno degli ufficiali di Alessandro Magno, soprannominato "il Bianco" per distinguerlo da Clito il Nero.

## Biografia
Ateneo ed Eliano lo ricordano per il suo lusso, e probabilmente si tratta dello stesso personaggio menzionato da Giustino tra i veterani inviati in Macedonia da Alessandro nel 324 a.C.
Dopo la morte di Alessandro (323 a.C.), lo ritroviamo durante la guerra lamiaca come comandante della flotta macedone di Antipatro, stratego d'Europa.
A Triparadiso in Libano, dove i diadochi si incontrarono per confermare la spartizione dell'impero di Alessandro (321 a.C.), Clito ottenne la satrapia di Lidia e, quando Antigono I Monoftalmo mosse contro di lui per conquistare i suoi territori, salpò per la Macedonia per riportare la situazione a Poliperconte, successore di Antipatro, morto nel frattempo.
Nel 318 a.C. fu inviato con una flotta davanti alle coste della Tracia da Poliperconte per impedire alle forze di Antigono di arrivare in Europa. Scontratosi davanti a Bisanzio con la flotta, Nicanore, ammiraglio di Cassandro, rivale di Poliperconte per la strategia di Macedonia, vinse la battaglia navale ma successivamente, sbarcato sulla costa, fu sorpreso da Antigono, dove perse quasi tutte le sue truppe.
Fuggito sulla sua nave e sbarcato successivamente sulle coste del Chersoneso Tracico, fu ucciso da alcuni soldati di Lisimaco, satrapo di Tracia.